# Pavloviči (Oblast' di Volinia)
Pavloviči (in ucraino Павловичі?; in russo Павловичи?) è un centro abitato dell'Ucraina.